# Палата представителей Национального собрания Беларуси IV созыва
Список депутатов Палаты представителей Республики Беларусь 4-го созыва, избранные в 2008 году.

## Список избранных депутатов
Беспартийные
 Коммунистическая партия Беларуси
 Белорусская аграрная партия

### Брестская область
| Брестский-Западный № 1      | Олег Иванович Величко            |
| Брестский-Центральный № 2   | Лариса Николаевна Богданович     |
| Брестский-Восточный № 3     | Анна Тарасовна Онищук            |
| Брестский-Пограничный № 4   | Нина Фёдоровна Федорук           |
| Барановичский-Западный № 5  | Анатолий Степанович Ванькович    |
| Барановичский-Восточный № 6 | Светлана Сергеевна Пищ           |
| Барановичский сельский № 7  | Владимир Сергеевич Майсюк        |
| Беловежский № 8             | Николай Константинович Андрейчук |
| Берёзовский № 9             | Евгений Александрович Казимирчик |
| Днепро-Бугский № 10         | Владимир Матвеевич Зданович      |
| Ивацевичский № 11           | Леонид Николаевич Ковалевич      |
| Кобринский № 12             | Александр Иванович Зазуля        |
| Лунинецкий № 13             | Лариса Григорьевна Вершалович    |
| Пинский городской № 14      | Зинаида Михайловна Мандровская   |
| Пинский сельский № 15       | Константин Фёдорович Шевчук      |
| Столинский № 16             | Нина Герасимовна Кульша          |

### Витебская область
| Витебский-Горьковский № 17         | Геннадий Павлович Грицкевич   |
| Витебский-Чкаловский № 18          | Виктор Васильевич Овчинников  |
| Витебский-Железнодорожный № 19     | Сергей Александрович Семашко  |
| Витебский-Октябрьский № 20         | Александр Михайлович Лосякин  |
| Витебский сельский № 21            | Василий Михайлович Байков     |
| Докшицкий избирательный округ № 22 | Владимир Павлович Андрейченко |
| Лепельский № 23                    | Анфим Иванович Михалевич      |
| Миорский № 24                      | Владимир Юрьевич Сковородко   |
| Новополоцкий № 25                  | Инна Васильена Антонова       |
| Оршанский городской № 26           | Владимир Ильич Жарело         |
| Оршанский-Днепровский № 27         | Владимир Степанович Адашкевич |
| Полоцкий городской № 28            | Пётр Владимирович Южик        |
| Поставский № 29                    | Эдуард Петрович Карузо        |
| Сенненский № 30                    | Александр Андреевич Попков    |

### Гомельская область
| Гомельский-Юбилейный № 31     | Александр Степанович Чикилев  |
| Гомельский-Сельмашевский № 32 | Александр Арсенович Беляев    |
| Гомельский-Центральный № 33   | Александр Александрович Шевко |
| Гомельский-Советский № 34     | Лариса Фёдоровна Кузнецова    |
| Гомельский-Промышленный № 35  | Татьяна Степановна Филиминчик |
| Гомельский-Новобелицкий No 36 | Александр Викторович Шатько   |
| Гомельский сельский № 37      | Владимир Сергеевич Майоров    |
| Буда-Кошелевский № 38         | Владимир Иванович Кужанов     |
| Житковичский № 39             | Михаил Иванович Русый         |
| Жлобинский № 40               | Владимир Иванович Батан       |
| Калинковичский № 41           | Раиса Александровна Тиханская |
| Мозырский № 42                | Евгений Антонович Артюшенко   |
| Полесский № 43                | Сергей Михайлович Коноплич    |
| Речицкий № 44                 | Алла Михайловна Исаченко      |
| Рогачевский № 45              | Владимир Ильич Михасев        |
| Светлогорский № 46            | Валентина Ивановна Ковалёва   |
| Хойникский № 47               | Георгий Викторович Дашкевич   |

### Гродненская область
| Волковысский № 48            | Леонид Владимирович Эльяшевич  |
| Гродненский-Занеманский № 49 | Александр Ильич Антоненко      |
| Гродненский-Центральный № 50 | Сергей Александрович Маскевич  |
| Гродненский-Северный № 51    | Марина Ивановна Ремша          |
| Гродненский сельский № 52    | Николай Никандрович Горбачёнок |
| Ивьевский № 53               | Валентина Михайловна Лузина    |
| Лидский № 54                 | Тамара Михайловна              |
| Дятловский № 55              | Михаил Сергеевич Орда          |
| Мостовский № 56              | Василий Игнатьевич Степуро     |
| Новогрудский № 57            | Филипп Филиппович Богуш        |
| Слонимский № 58              | Мечислав Брониславович Костюк  |
| Сморгонский № 59             | Татьяна Геннадьевна Голубева   |
| Щучинский № 60               | Мария Михайловна Бирюкова      |

### Минская область
| Березинский № 61                              | Владимир Викентьевич Петрович   |
| Борисовский городской № 62                    | Виктор Александрович Гуминский  |
| Борисовский сельский избирательный округ № 63 | Василий Павлович Гурьянов       |
| Вилейский № 64                                | Игорь Азорович Спильниченко     |
| Дзержинский № 65                              | Олег Иванович Кот               |
| Жодинский № 66                                | Василий Владимирович Лютиков    |
| Логойский № 67                                | Геннадий Иосифович Демидчик     |
| Любанский № 68                                | Василий Петрович Усик           |
| Минский сельский № 69                         | Анна Викторовна Левицкая        |
| Молоденческий городской № 70                  | Николай Анатольевич Жгун        |
| Молоденческий сельский № 71                   | Владимир Евтехович Синяков      |
| Несвижский № 72                               | Елена Александровна Новик       |
| Пуховичский № 73                              | Елена Михайловна Диковицкая     |
| Слуцкий № 74                                  | Инесса Анатольевна Клещук       |
| Солигорский городской № 75                    | Евгений Вячеславович Оболенский |
| Солигорский сельский № 76                     | Анна Викторовна Лаврукевич      |
| Столбцовский № 77                             | Иван Николаевич Богатко         |

### Могилевская область
| Бобруйский-Ленинский № 78     | Елена Владимировна Шамаль       |
| Бобруйский-Первомайский № 79  | Владимир Валентинович Карляк    |
| Бобруйский сельский № 80      | Анатолий Тихонович Глаз         |
| Быховский № 81                | Олег Степанович Сакадынец       |
| Горецкий № 82                 | Татьяна Сергевна Осмоловская    |
| Кричевский № 83               | Тамара Алексеевна Белкина       |
| Могилевский-Ленинский № 84    | Владимир Николаевич Василенко   |
| Могилевский-Центральный № 85  | Александр Николаевич Юшкевич    |
| Могилевский-Октябрьский № 86  | Татьяна Николаевна Исаченко     |
| Могилевский-Промышленный № 87 | Евгений Александрович Мельников |
| Могилевский сельский № 88     | Александр Иванович Розганов     |
| Осиповичский № 89             | Сергей Иванович Крыжевич        |
| Шкловский № 90                | Валерий Николаевич Иванов       |

### г. Минск
| Шабановский № 91     | Галина Николаевна Юргелевич    |
| Автозаводской № 92   | Александр Николаевич Высоцкий  |
| Васнецовский № 93    | Анатолий Владимирович Павлович |
| Свислочский № 94     | Геннадий Брониславович Давыдко |
| Купаловский № 95     | Валентина Степановна Леоненко  |
| Чкаловский № 96      | Роман Леонидович Короп         |
| Октябрьский № 97     | Алексей Максимович Козлов      |
| Грушевский № 98      | Виктор Иванович Толкачёв       |
| Юго-Западный № 99    | Светлана Дмитриевна Шилова     |
| Есенинский № 100     | Игорь Васильевич Карпенко      |
| Одинцовский № 101    | Алексей Фёдорович Кузьмич      |
| Сухаревский № 102    | Валентина Николаевна Лукашенок |
| Масюковщинский № 103 | Светлана Ивановна Суховей      |
| Кальварийский № 104  | Валентина Иосифовна Журавская  |
| Старовиленский № 105 | Николай Леонидович Самосейко   |
| Коласовский № 106    | Галина Владимировна Полянская  |
| Восточный № 107      | Виталий Леонидович Бусько      |
| Калиновский № 108    | Николай Станиславович Казак    |
| Уручский № 109       | Игнатий Артёмович Мисурагин    |
| Партизанский № 110   | Тамара Георгиевна Щербацевич   |